# Volturara Appula
Volturara Appula is een gemeente in de Italiaanse provincie Foggia (regio Apulië) en telt bijna 470 inwoners (31-12-2013).

## Demografie
Het aantal inwoners van Volturara Appula  daalde in de periode 1991-2013 met 37,2% volgens cijfers uit de tienjaarlijkse volkstellingen van ISTAT.
| Jaar | Inwoneraantal |
| ---- | ------------- |
| 1991 | 744           |
| 2001 | 595           |
| 2004 | 542           |
| 2013 | 467           |

## Geografie
Volturara Appula grenst aan de volgende gemeenten: Alberona, Celenza Valfortore, Motta Montecorvino, San Bartolomeo in Galdo (BN), San Marco la Catola, Volturino.

## Geboren
- Giuseppe Conte (1964), premier van Italië (2018-2021)

Accadia · Alberona · Anzano di Puglia · Apricena · Ascoli Satriano · Biccari · Bovino · Cagnano Varano · Candela · Carapelle · Carlantino · Carpino · Casalnuovo Monterotaro · Casalvecchio di Puglia · Castelluccio Valmaggiore · Castelluccio dei Sauri · Castelnuovo della Daunia · Celenza Valfortore · Celle di San Vito · Cerignola · Chieuti · Deliceto · Faeto · Foggia · Ischitella · Isole Tremiti · Lesina · Lucera · Manfredonia · Mattinata · Monte Sant'Angelo · Monteleone di Puglia · Motta Montecorvino · Ordona · Orsara di Puglia · Orta Nova · Panni · Peschici · Pietramontecorvino · Poggio Imperiale · Rignano Garganico · Rocchetta Sant'Antonio · Rodi Garganico · Roseto Valfortore · San Giovanni Rotondo · San Marco in Lamis · San Marco la Catola · San Nicandro Garganico · San Paolo di Civitate · San Severo · Sant'Agata di Puglia · Serracapriola · Stornara · Stornarella · Torremaggiore · Troia · Vico del Gargano · Vieste · Volturara Appula · Volturino · Zapponeta
1. ↑  https://demo.istat.it/?l=it.